# San Cristóbal (Costa Rica)
San Cristóbal è un distretto della Costa Rica facente parte del cantone di Desamparados, nella provincia di San José.
San Cristóbal comprende 5 rioni (barrios):
- Empale
- Guaria
- Lucha
- San Cristóbal Sur
- Sierra